# Caridad Paramundayil
Caridad Paramundayil nació en Kerala (India) en 1948. Tomó su nombre de la congregación religiosa a la que pertenece, las Hermanas Adoratrices Esclavas del Santísimo Sacramento y la Caridad. Es Licenciada y Máster en Historia, Psicología, Teología y Educación. Habla inglés, hindi, malayalam, oriya y castellano. Esta misionera adoratriz lleva más de 15 años luchando por sacar de los slums de Calcuta (India) a las hijas de las mujeres prostituidas y darles formación académica y profesional. También ha ejercido responsabilidades diocesanas y en la conferencia de religiosas de West Bengal, y es la encargada de traducir los textos de su congregación del castellano al inglés.

## Biografía
Caridad llegó con 17 años a Madrid, donde inició su formación como novicia en las Hermanas Adoratrices Esclavas del Santísimo Sacramento y la Caridad. Esta orden realiza una labor de ayuda a mujeres víctimas de trata y explotación sexual desde hace 150 años.
En 1999 Manos Unidas les otorgó un proyecto de seis años, centrado en las jóvenes analfabetas de las zonas rurales. Residían durante un año en la misión de Muniguda (Odisha), donde Caridad y sus hermanas les enseñaban a leer, escribir, contar, llevar un hogar… En 2008, la misión fue desvalijada e incendiada por fanáticos simpatizantes del Partido Popular Indio (BJP). Las adoratrices se vieron obligadas a abandonar la zona debido a la persecución que se desató contra los cristianos.
En el año 2000, fue nombrada Secretaria Provincial de su congregación en Calcuta (West Bengal), cargo que desempeñó durante nueve años: dispuso la apertura de centros de acogida en los Estados de West Bengal, Delhi, Odisha y Hyderabad con el apoyo de Manos Unidas, para rescatar y rehabilitar a víctimas de prostitución forzada. También ha recaudado fondos para el funcionamiento de estos centros, especialmente para la formación profesional de las niñas y adolescentes procedentes de los slums. Desde entonces, por estos centros han pasado casi 400 jóvenes, que han aprendido a leer, escribir, coser, llevar un negocio...
Entró por primera vez en un slum de Calcuta una noche de 2004 cuando, acompañada por tres hermanas y un sacerdote, tuvieron que sacar de allí a una niña cuya madre había muerto de sida. El trabajo fue difícil en los inicios: sufrieron amenazas de mafias locales y proxenetas que querían proteger sus negocios, e incluso las llevaron a juicio. Sin embargo, las mujeres a las que ayudan siempre las han defendido ante la policía. Ahora su labor es conocida por todos y pueden desempeñarla con más tranquilidad.

## Labor de los centros de acogida
Las mujeres de los slums son generalmente reclutadas por mafias locales, y prostituidas desde los 13 años o incluso antes. Subsisten en condiciones de pobreza extrema, hacinamiento y total falta de higiene, controladas por madams a las que deben entregar casi todo el dinero que consiguen. Esperan a sus clientes a la vista de todo el mundo: los coches paran, regatean con sus acompañantes y se van con ellas. Bachpan Bachao Andolan (BBA), uno de los primeros movimientos de la India contra el trabajo infantil, calcula que cerca de 1,2 millones de trabajadoras sexuales son menores de 18 años y que la prostitución infantil ha aumentado un 8% anual en los últimos diez años.
La labor empieza con una visita a los barrios de prostitución. Allí se toma contacto con las mujeres y se comienza a conversar con ellas. Cuando sienten confianza, guían a las adoratrices hacia los slums, los barrios de chabolas donde viven. A continuación, se abre un taller en el mismo barrio o en el de al lado, y se motiva a estas mujeres para que manden allí a sus hijas. Los centros de contacto no son para internar a las niñas, sino para trabajar en talleres durante el día. No se tratan temas personales ni relacionados con la prostitución, simplemente se les muestran diferentes habilidades: corte y confección, fabricación de detergentes y perfumes de bajo coste…
Se trata de dar un medio de vida digno a las hijas de estas mujeres, reinsertarlas en la sociedad y asegurarles independencia económica. No tienen formación porque en los colegios no las aceptan, los otros padres no quieren mezclar a sus hijas con las hijas de prostitutas. Así, lo habitual es que acaben siguiendo el camino de sus madres, que es el único que conocen. Muchas ya han entrado en la prostitución cuando la congregación llega hasta ellas. Los esfuerzos se concentran en las hijas porque se dispone de los medios suficientes para lograr cambios significativos con las madres. La formación va más allá de las clases: con la conversación se aprenden valores, costumbres de higiene y salud… Los jesuitas colaboran a través de campamentos, que tienen un impacto psicológico muy positivo. Cuatro veces al año, las jóvenes van a una casa de las adoratrices, donde cocinan y conviven durante cinco días. 
En 2015 tenían 45 jóvenes en dos grupos. Entre ellas, doce salieron de la prostitución. Cuando completan el curso, siempre se les regala una máquina de coser para que puedan trabajar desde casa. A las niñas pequeñas, de entre cinco y trece años, las sacan de los slums cuando consiguen la confianza de las madres. Las trasladan a una casa en otro pueblo, donde nadie sabe de qué barrio vienen, para que puedan ir a la escuela. En 2015 una niña ya había terminado el bachiller y estaba comenzando la carrera de enfermería. Otra estaba trabajando gracias a una formación en informática.